# 7 Iris
För andra betydelser, se Iris.
7 Iris var den sjunde asteroiden som upptäcktes. Den upptäcktes av den brittiske astronomen J. R. Hind den 13 augusti 1847 i London. Iris döptes efter regnbågsgudinnan i den grekiska mytologin.
Ljuskurveanalyser visar att den är liksom 6 Hebe, kantig. Iris yta uppvisar skiftande albedo, kanske har den en stor ljus fläck på den norra hemisfären. Ytan är i allmänhet väldigt ljus och är troligtvis en blandning mellan nickel-järn metaller och magnesium.
Radarstudier från Arecibo-observatoriet antyder att ytan är jämn på decimeternivå men uppvisar ojämnheter när man kommer upp över meternivån. Det finns anledning att tro att det finns plana ytor på asteroiden.
Radarobservationer vid Arecibo-observatoriet visar att den ockulterade en stjärna den 26 maj 1995 och senare 25 juli 1997. Båda observationerna visar att Iris har en diameter på ca 200 km.